# Liste der Kulturdenkmale in Stötterlingen
In der Liste der Kulturdenkmale in Stötterlingen sind alle Kulturdenkmale in Stötterlingen, einer Ortschaft der Gemeinde Osterwieck (Landkreis Harz), aufgelistet. Grundlage ist das Denkmalverzeichnis des Landes Sachsen-Anhalt, das auf Basis des Denkmalschutzgesetzes des Landes Sachsen-Anhalt vom 21. Oktober 1991 durch das Landesamt für Denkmalpflege und Archäologie Sachsen-Anhalt erstellt und seither laufend ergänzt wurde (Stand: 31. Dezember 2021). 
Zurück zur Hauptliste

## Kulturdenkmale
| Lage                                                                                             | Bezeichnung | Beschreibung        | Erfassungs- nummer | Ausweisungsart | Bild           |
| ------------------------------------------------------------------------------------------------ | ----------- | ------------------- | ------------------ | -------------- | -------------- |
| Dorfstraße 1, 5, 7, 9, 10, 11, 12, 13, 16, 17 22, 23, 25, 26, 29, 30, 34, 36, 37, 43, 44 (Karte) | Straßenzug  |                     | 094 02646          | Denkmalbereich | Weitere Bilder |
| Dorfstraße 12 (Karte)                                                                            | Bauernhaus  |                     | 094 02123          | Baudenkmal     | Weitere Bilder |
| Dorfstraße 13 (Karte)                                                                            | Bauernhaus  |                     | 094 02124          | Baudenkmal     | Weitere Bilder |
| Dorfstraße 16 (Karte)                                                                            | Bauernhaus  |                     | 094 02125          | Baudenkmal     | Weitere Bilder |
| Dorfstraße 26 (Karte)                                                                            | Bauernhaus  | alt Schmiedeberg 26 | 094 02128          | Baudenkmal     | Weitere Bilder |
| Dorfstraße 82 (Karte)                                                                            | Kirche      |                     | 094 02134          | Baudenkmal     | Weitere Bilder |
| Schmiedeberg 28 (Karte)                                                                          | Bauernhaus  |                     | 094 02129          | Baudenkmal     | Weitere Bilder |
| Schmiedeberg 32 (Karte)                                                                          | Bauernhaus  |                     | 094 02127          | Baudenkmal     | Weitere Bilder |
| Schulstraße 3 (Karte)                                                                            | Bauernhaus  |                     | 094 02126          | Baudenkmal     | Weitere Bilder |
| Schulstraße 4 (Karte)                                                                            | Bauernhof   | 2015 abgerissen     | 094 02136          | Baudenkmal     | BW             |
| Schulstraße 5 (Karte)                                                                            | Bauernhaus  |                     | 094 02135          | Baudenkmal     | Weitere Bilder |

- siehe auch: Liste der Kulturdenkmale in Osterwieck

## Legende
In den Spalten befinden sich folgende Informationen:
- Lage: Nennt den Straßennamen und wenn vorhanden die Hausnummer des Kulturdenkmals. Die Grundsortierung der Liste erfolgt nach dieser Adresse. Der Link „Karte“ führt zu verschiedenen Kartendarstellungen und nennt die geographischen Koordinaten.
Link zu einem Kartenansichtstool, um Koordinaten zu setzen. In der Kartenansicht sind Baudenkmale ohne Koordinaten mit einem roten bzw. orangen Marker dargestellt und können in der Karte gesetzt werden. Baudenkmale ohne Bild sind mit einem blauen bzw. roten Marker gekennzeichnet, Baudenkmale mit Bild mit einem grünen bzw. orangen Marker.
- Offizielle Bezeichnung: Nennt den Namen, die Bezeichnung oder zumindest die Art des Kulturdenkmals und verlinkt, soweit vorhanden, auf den Artikel zum Objekt.
- Beschreibung: Nennt bauliche und geschichtliche Einzelheiten des Kulturdenkmals, vorzugsweise die Denkmaleigenschaften.
- Erfassungsnummer: Für jedes Kulturdenkmal wird in Sachsen-Anhalt eine 20stellige Erfassungsnummer vergeben. Die letzten zwölf Ziffern werden für die Untergliederung nach Teilobjekten genutzt und werden nur angegeben, soweit vergeben. In dieser Spalte kann sich folgendes Icon  befinden, dies führt zu Angaben zu diesem Baudenkmal bei Wikidata.
- Ausweisungsart: Die Einordnung des Denkmales nach § 2 Abs. 2 DenkmSchG LSA
- Bild: Ein Bild des Denkmales, und gegebenenfalls einen Link zu weiteren Fotos des Kulturdenkmals im Medienarchiv Wikimedia Commons. Wenn man auf das Kamerasymbol klickt, können Fotos zu Kulturdenkmalen aus dieser Liste hochgeladen werden: